# طسوج
إن الطسوج بوزن الفروج مقدار من الوزن يساوي حبتين.
مقدار الطسوج:
- عند الحنفية 0.085 غرام.
- وعند الجمهور 0.118 غرام.